# Француз Ісидор Аронович
Айзек (Ісаак) Аронович Францу́з (нар. 19 (31) липня 1896, Одеса, Російська імперія — пом. 1991, Москва, СРСР) — радянський архітектор і книжковий графік, один з авторів Мавзолею Леніна і трибун на Красній площі в Москві.

## Біографія
Ісидор Аронович Француз народився 1896 року в єврейській родині. Батько, Арон Іцкович Француз, походив з Берислава (нині — місто в Херсонській області) і жив з родиною в Одесі на вулиці Ніжинській, 5. Закінчив комерційне училище Гохмана у Одесі. Закінчив Вищі художньо-технічні майстерні (ВХУТЕМАС) у Москві 1926 року. Працював в особистій майстерні Олексія Щусєва. Брав участь майже в усіх його великих роботах.
У 1933—1941 роках керував архітектурної майстернею Московської міськради. Автор численних проєктів будівель у Москві. Учасник першої та другої світових воєн. Георгіївський кавалер.
Автор книжкових ілюстрацій до творів-сучасників дитячих письменників, у тому числі Агнії Барто, Лева Зілова, Віри Харузіної.

## Основні роботи

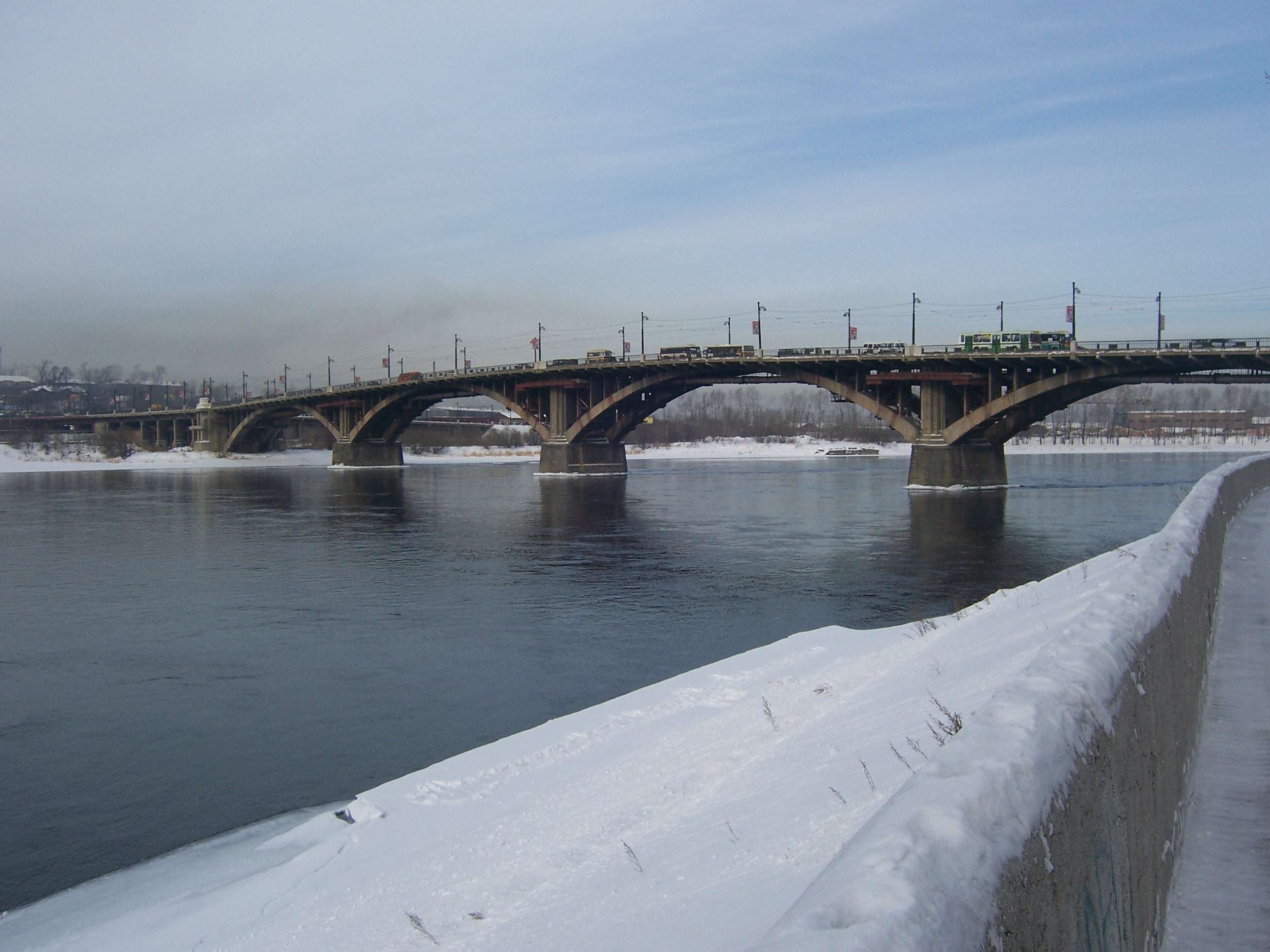
Глазковський міст через Ангару

### Архітектурні споруди
- Мавзолей Леніна в Москві на Красній площі (спільно з О. Щусєвим та ін., 1929—1930)[2]
- Проєкти забудови Бережківської, Саввінської та інших набережних Москви (1934—1936)[3]
- Некрополь і трибуни на Красній площі в Москві (1940)
- Оформлення окремих частин Центрального парку культури та відпочинку імені Горького в Москві (1944—1945)
- Глазковський міст через Ангару в Іркутську (1936 р.)[7]
- Торговий павільйон «Головлікергорілка» на Виставці досягнень народного господарства (ВДНГ) (1939). Втрачений в 1960-ті рр.
- Павільйон «Рибне господарство» на ВДНГ (1939), знесений на початку 1980-х рр.
- Павільйон «Тваринництво» (1952) на ВДНГ
- Павільйон Грузинської РСР (1952) на ВДНГ.
- Будівля Наркомзему (Москва, Садова-Спаська, 11/1; нині будівля Міністерства сільського господарства РФ), за проєктом Олексія Щусєва, спільно з Дмитром Булгаковим, Григорієм Яковлєвим
- Автор архітектурного оформлення низки пам'ятників і меморіальних дощок у Москві[8]:

#### Пам'ятники та надгробки
- Пам'ятник В. І. Леніну на Тверській площі (1940, скульптор Сергій Меркуров);
- Надгробні пам'ятники-погруддя Я. М. Свердлову, Ф. Е. Дзержинському, М. В. Фрунзе та М. В. Калініну (1947), О. О. Жданову (1949) в Некрополі біля Кремлівської стіни, все — спільно зі скульптором С. Д. Меркуровим;
- Пам'ятник М. І. Калініну (1947, скульптор С. Д. Меркуров);
- Пам'ятник В. Р. Вільямсу (1947, скульптор С. О. Махтін);
- Пам'ятник-бюст С. С. Корсакову (1949, скульптор С. Д. Меркуров);
- Пам'ятник-бюст М. І. Авербаху (1952, скульптор С. Д. Меркуров);
- Пам'ятник-бюст К. Е . Ціолковському (1957, скульптор С. Д. Меркуров);
- Пам'ятник-погруддя М. Є. Жуковському (1959, скульптор Г. В. Нерода);

## Нагороди
Нагороджений Георгіївським хрестом, а також радянськими орденами і медалями.